# 大清民律草案
《大清民律草案》是中国第一部近代民法典的草案。《大清民律草案》于1910年完成，分为总则、债权、物权、亲属、继承五编，三十七章，共 1596条。因清政府覆亡，《民律草案》未及采纳，但成为中华民国《民法》的蓝本之一。

## 历史
清朝末年，中国开始学习、参考外国法律，以修订本国法律。光绪二十九年 (1903年) 至三十二年 (1906年)，清政府先后编定完成 《商人通例》、《公司律》、《破产律》等民事法律。
1907年，清政府批复民政部，同意开始起草新民律，职责交由修订法律大臣和民政部共同承担，沈家本负责筹划。同年，谕旨要求修订法律馆参考各国成法，体察中国礼教民情，妥慎修订新律，并要求在三年内完稿。1908年，又规定由学部、法部、修律大臣会商议订“有关礼教的法律条文” （主要是亲属、继承两编的条文）。此时，时间表仍预计 1913 年颁布新律。
《大清民律草案》分为总则、债权、物权、亲属、继承五编，前三编为松冈义正（当时已身在北京的日本法学家）起草 , 后二编则由朱献文、高种两人分任起草。前三编主要取德、日民法典 , 后两编甄采本国礼制。因政局动荡、限期迫促、经费有限，《大清民律草案》的起草者计划要对全国民事习惯展开调查、采用，但调查没有按期完成，对调查所得的资料也难以甄别采纳。因此，即使是亲属、继承编，也采用了固有的法律、儒家经义、道德，而非民事习惯。
宣统二年（1910年），因预备立宪期限由九年缩减到五年，宪政编查馆要求必须在年内完成《民律草案》起草工作，以在宣统三年内颁布，次年正式施行。宣统二年年底，修订法律馆匆忙完成了民律草案的条文稿，上呈御览。宣统三年，又形成了附具立法理由的前三编说明稿。但直至清政府覆亡，民律草案后两编亲属编草案、继承编草案的说明稿仍尚未定稿。

## 影响
《大清民律草案》物权、债权篇中的规定，因以西方各国通行的民法理论和原则为依据，被江庸批评《民律草案》债权篇对中国通行之“会”，物权篇于“老佃”、“典”、“先买”，商法于“铺底”等概念，全无规定。法学家薛长忻也批评《民律草案》不符合中国民情习俗。
中华民国建立后，北洋政府修订法律馆对《大清民律草案》进行修改，于1926年形成了民国《民律草案》。民国《民律草案》不具有正式的法律效力，但考察民事司法实践，两部草案是被作为“法理”适用的，即被作为裁判理由，而不是被作为裁判依据。
1927年4月，南京国民政府成立后，立法院于1929年1月设立民法起草委员会，以《大清民律草案》和民国《民律草案》为基础，采取分编修订、分编审议通过、分编公布实施的方式，进行民事立法。1929年1月至1930年12月，历经两年，总则、债、物权、亲属、继承等各编先后审议通过并公布实施中华民国《民法》。

## 參閱
- 沈家本
- 大清律例

## 外部連結
- 大清民律草案 （页面存档备份，存于）
- 大清民律草案編訂問題 （页面存档备份，存于）
- 《大清 民 律草 案 》披遗 （页面存档备份，存于）
- 大清民事訴訟律草案 （页面存档备份，存于）